# Tabla PNI
La tabla PNI es una estrategia de E-A creada por el maestro Edward de Bono la cual consiste en que el alumno plantee el mayor número posible de ideas positivas, negativas e interesantes sobre un tema, evento, etc.
- Positivo: los aspectos buenos, favorables, que tienen ventajas.
- Negativo: los aspectos malos, inaceptables, que no son favorables.
- Interesante: los aspectos que pueden despertar curiosidad, reflexión o incluso inquietud.

Primero deben enumerarse los aspectos positivos, posteriormente los negativos y finalmente los interesantes.
| POSITIVO | NEGATIVO | INTERESANTE |
|          |          |             |

La estrategia PNI es útil porque logra que se valoren todos los aspectos implícitos y explícitos de una situación, acontecimiento o hecho.
Observa el siguiente ejemplo: 1
| Tema: ley de la reflexión | | |
| POSITIVO | NEGATIVO | INTERESANTE |
| Proporciona fertilidad en los suelos. Las cenizas volcánicas son ricas en minerales. Se genera solidaridad entre los pobladores del lugar. Otras naciones y regiones del país manifiestan su ayuda. Se aplican los planes DNIII por parte del ejército mexicano. | Pérdidas humanas. Pérdidas de cosechas. Destrucción de vías de comunicación. Producen sismos que no podemos predecir. Graves desastres. Cambios climáticos. | Principal manifestación en la cordillera neovolcánica. Se generan manifestaciones secundarias. Solfataras. Géiseres. Fuentes termales. ¿Por qué las zonas cercanas a los volcanes están muy pobladas? |